# 모리 고타
모리 고타(일본어: 森 晃太, 1997년 6월 13일 ~ )는 일본의 축구 선수이다. 현재 J3리그의 후쿠시마 유나이티드 FC에서 뛰고 있다.

## 구단 경력
그는 2016년부터 J리그의 방포레 고후, 레노파 야마구치 FC, 후쿠시마 유나이티드 FC에서 뛰었다.